# Strumigenys sutrix
Strumigenys sutrix  (лат.) — вид мелких земляных муравьёв из подсемейства Myrmicinae. Австралия.
Мелкие муравьи (около 2 мм) с сердцевидной головой, расширенной кзади. Сходен S. emmae, но крупнее него и с более узкой головой и длинным скапусом.
Затылочный край головы без отстоящих волосков, чем отличается от сходного вида  S. miniteras, у которого их до 4. Мезонотум без отстоящих волосков. Диск постпетиоля слабо морщинистый.
Мандибулы вытянутые тонкие (с 2 преапикальными зубцами), их длина (ML) меньше максимальной ширины переднего края клипеуса. Усики 4-члениковые. Длина головы (HL) 0,54-0,55 мм, ширина головы (HW) 0,39-0,40 мм. От Strumigenys anchis отличается отсутствием вентро-латеральной головной выемки перед глазами.

Стебелёк между грудкой и брюшком состоит из двух члеников: петиолюса и постпетиолюса (последний четко отделен от брюшка), жало развито, куколки голые (без кокона). Специализированные охотники на коллембол. Вид был впервые описан в 2000 году английским мирмекологом Барри Болтоном. Включён в состав видовой группы emmae species group (вместе с S. anchis, S. emmae, S. radix, S. pnyxia, S. bibis, S. miniteras.